# Freisinn
Freisinn ist eine politische Richtung innerhalb des Liberalismus, die sich im 19. Jahrhundert entwickelt hat. Sie steht für Freidenkertum, aber ohne explizit antireligiös zu sein, und wird teilweise mit einem Liberalismus als mentaler Einstellung gleichgesetzt.

## Deutschland
Im deutschen Kaiserreich entstand 1884 die Deutsche Freisinnige Partei, die sich 1893 in die rechtsliberale Freisinnige Vereinigung und die linksliberale Freisinnige Volkspartei aufspaltete. 1910 gingen beide Flügel in der Fortschrittlichen Volkspartei auf.

## Niederlande
In den Niederlanden sammelten sich die Linksliberalen, die sich auch Radikale nannten, im Vrijzinnig Democratische Bond. Diese Partei gab es von 1901 bis 1946. Im Jahre 1966 wurde die Partei Democraten 66 gegründet, die sich 2006 den Zusatz „Sozialliberale“ gegeben hat. Sie verwendet den Begriff vrijzinnig gelegentlich.
Der Begriff wird außerdem in kirchlichem Zusammenhang für die liberaleren protestantischen Gemeinschaften verwendet. So gibt es die Vrijzinnige Geloofsgemeenschap (deutsch: Freisinnige Glaubensgemeinschaft). Auch einer der öffentlichen Rundfunkvereine hieß Vrijzinnig Protestantse Radio Omroep, bis er sich nur noch unter seiner Abkürzung präsentierte. Er gilt heutzutage als eher alternativ-anarchistisch.

## Schweiz
Der Freisinn in der Schweiz ist aus der liberalen Bewegung gewachsen und gilt als Gründerbewegung des Bundesstaates von 1848.
Im Jahr 1830 wurde der Solothurner Freisinn unter der Führung des späteren Bundesrates Josef Munzinger gegründet. Die im Jahr darauf gegründete „Patriotische Assoziation“ bezeichnete sich als „Schutzverein für die Freiheit“. Gegen den konservativen Kanton Luzern führten die Radikalen 1844/45 sogenannte Freischarenzüge. Der Sonderbundskrieg 1847 brachte den Sieg der Liberalen auch auf nationaler Ebene. Die Schweizer Bundesverfassung von 1848 ist liberal geprägt. Der neu entstandene schweizerische Bundesstaat war in seinen Anfängen politisch von der freisinnigen Bewegung dominiert. Sie stellte die Mehrheit in der Bundesversammlung und den gesamten Bundesrat.
1894 wurde die Freisinnig-Demokratische Partei (FDP) gegründet. 2009 fusionierte diese mit der bislang hauptsächlich in der Westschweiz verankerten Liberalen Partei der Schweiz (LPS) zur Partei „FDP.Die Liberalen“.

## Belege
1. ↑  Jürgen Frölich: Freisinn. In: Politik für die Freiheit, Projekt der Virtuellen Akademie der Friedrich-Naumann-Stiftung in Zusammenarbeit mit dem Archiv des Liberalismus. Archivlink (Memento des Originals vom 24. September 2015 im Internet Archive)  Info: Der Archivlink wurde automatisch eingesetzt und noch nicht geprüft. Bitte prüfe Original- und Archivlink gemäß Anleitung und entferne dann diesen Hinweis..
2. ↑  Internetseite der Vrijzinnige Geloofsgemeenschap (niederländisch).
3. ↑  Daniel V. Moser-Léchot: Freisinnig-Demokratische Partei (FDP). In: Historisches Lexikon der Schweiz.